# Rancapino
Alonso Núñez Núñez (Chiclana de la Frontera, (Cadiz), 1945), bekend onder zijn artiestennaam Rancapino, is een flamencozanger van Gitano-afkomst.

## Biografie
Rancapino was boezemvriend van Camarón de la Isla. In hun jonge jaren zongen zij vaak samen op juergas (feestelijke flamencobijeenkomsten), op stations en in cafés om wat geld te verdienen. Rancapino leefde al sinds zijn jeugd volgens de flamenco-levensstijl, de zogenaamde jondo-traditie. Met zijn voz afillá (type flamenco stem) zingt hij de zuivere flamenco diep en overtuigend, wat hem veel waardering opleverde. Zijn stijl wordt vaak vergeleken met die van Aurelio de Cádiz, zijn toewijding met die van Manolo Caracol.

## Discografie
- Rancapino (gitaar: Paco Cepero) BMG (2000)
- Rancapino (gitaar: Paco Cepero) Turner Records (1995)

## Dvd
- Puro y Jondo / Canela de San Roque (2002)